# استانبول (فیلم)
استانبول (انگلیسی: Istanbul) یک فیلم نوآر جنایی آمریکایی محصول سال ۱۹۵۷ در قالب سینماسکوپ به کارگردانی جوزف پِونی و با بازی ارول فلین و کورنل بورچرز است. این فیلم بازسازی اثری به نام «سنگاپور» (۱۹۴۷) است، با این تفاوت که مکان داستان به ترکیه منتقل شده‌است. داستان دربارهٔ یک خلبان آمریکایی است که در استانبول درگیر ماجراهای گوناگون جنایی می‌شود.
از بازیگران آن می‌توان به ارول فلین، لیف اریکسون، نت کینگ کول، تورین تاچر و ورنر کلمپرر اشاره کرد.

## داستان
برای نخستین بار پس از پنج سال، جیم برنان (ارول فلین) خلبان، به استانبول در ترکیه پرواز می‌کند، اما بلافاصله به دفتر بازرس گمرک، آر. پی. نورال (جان بنتلی) برده می‌شود که به او مظنون است که الماس قاچاق می‌کند. جیم به هتلی می‌رود که پیش‌تر در آن اقامت داشته، اما اکنون اتاق سابق او را یک زوج آمریکایی، چارلی (لیف اریکسون) و مارج بویل (پگی نادسن) گرفته‌اند.
در کافه، جیم پشت میز همیشگی خود می‌نشیند و به آخرین باری که آنجا بوده می‌اندیشد؛ زمانی که با توریست آلمانی و زیبایی به نام استفانی بائر (کورنل بورچرز) نوشیدنی می‌نوشید و به او دل بست. استفانی که می‌دانست جیم برای گذران زندگی باید پرواز کند، او را تشویق کرد تا یک مأموریت سریع برای بردن چند تاجر به قاهره را بپذیرد. پس از بازگشت، دوست قدیمی‌اش، تاجر عزیر راکیم (ولادیمیر سوکولوف)، دستبندی به جیم می‌دهد تا به استفانی برساند، اما در محفظهٔ مخفی آن الماس پنهان شده و جیم آن را در پنکهٔ سقفی اتاقش جاسازی می‌کند.
جیم هنگام خواستگاری از استفانی، دستبند را به او می‌دهد. او پیشنهاد جیم را می‌پذیرد، اما در اتاق، با پل رنکوف (ورنر کلِمپرر) روبه‌رو می‌شوند که به دنبال الماس‌هاست. شب بعد، پل با چند نوچه به جیم حمله می‌کند. رهبرشان، آقای داریوس (مارتین بنسون)، الماس‌ها را طلب می‌کند. پلیس جیم را پیدا می‌کند و در بازجویی، نورال به او می‌گوید عزیر به دلیل نقشش در قاچاق الماس‌های سرقتی کشته شده‌است. جیم دست داشتن در ماجرا را انکار می‌کند و از استفانی می‌خواهد همان شب با او به پاریس برود.
اما در هتل استفانی، مردان داریوس او را گیر می‌اندازند و دستبند را می‌ربایند. نورال هواپیمای جیم را توقیف می‌کند و تصمیم دارد او را تا زمان خروج از کشور در بازداشت نگه دارد. جیم و نورال به هتل استفانی می‌روند، ولی ساختمان در آتش می‌سوزد. جیم می‌کوشد نامزدش را نجات دهد، اما مجبور به عقب‌نشینی می‌شود.
چند سال بعد، رنکوف جیم را پیدا می‌کند و می‌گوید داریوس الماس‌هایش را می‌خواهد. جیم به هتل می‌رود تا از زوج جدید در اتاق قدیمی‌اش محافظت کند، اما با شگفتی استفانی را می‌بیند که خود را «کارن فیلدینگ» معرفی می‌کند و با همسرش، داگلاس فیلدینگ (تورین تاچر)، می‌رود؛ مردی که پنج سال پیش هنگام آتش‌سوزی هتل او را نجات داده بود. استفانی بر اثر فراموشی گذشته‌اش را به یاد نمی‌آورد و جیم را نمی‌شناسد.
جیم سعی می‌کند او را به یاد گذشته بیندازد، اما شوهرش از او می‌خواهد که آن‌ها را راحت بگذارد. بعدتر، استفانی با در دست داشتن همان دستبند، مخفیانه به کافهٔ جیم می‌آید تا گذشته‌اش را به یاد آورد. جیم برای برداشتن الماس‌ها اقدام می‌کند، اما نزدیک است بازرس او را بگیرد؛ بنابراین آن‌ها را در چمدان‌های زوج بویل می‌گذارد. سپس خود را در اختیار رنکوف می‌گذارد که او را به انباری می‌برد که داریوس استفانی را ربوده‌است. جیم وانمود می‌کند که استفانی دزد واقعی است و در فرصتی انبار را آتش می‌زند.
او استفانی شوکه‌شده را نزد شوهرش می‌برد. صبح روز بعد، هنگامی که جیم آمادهٔ ترک استانبول است، استفانی ناگهان بیدار شده و نام او را صدا می‌زند. او و شوهرش به فرودگاه می‌روند و می‌بینند که جیم با الماس‌ها گرفتار شده، اما نورال اجازهٔ خروجش را می‌دهد. هنگام برخاستن هواپیما، شوهر استفانی واکنش او را می‌بیند و با کمک بازرس، جیم را به استانبول بازمی‌گردانند تا با کسی که می‌خواهد دوباره او را ببیند، دیدار کند.

## بازیگران
ارول فلین در نقش جیمز برنان
کورنل بورچرز در نقش استفانی بائر / کارن فیلدینگ
جان بنتلی در نقش بازرس نورال
تورین تاچر در نقش داگلاس فیلدینگ
لیف اریکسون در نقش چارلی بویل
پگی نادسن در نقش مارج بویل
مارتین بنسون در نقش آقای داریوس
نت کینگ کول در نقش دنی رایس
ورنر کلمپرر در نقش پل رنکوف
ولادیمیر سوکولوف در نقش عزیر راکیم
یان آروان در نقش کاظم
نیکو میناردوس در نقش علی
تد هکت در نقش ستوان سارج
دیوید باند در نقش دکتر ساریجا
رولاند وارنو در نقش آقای فلورین
هیلووی رومبین در نقش مهماندار هواپیما

## تولید
این فیلم بازسازی «سنگاپور» (۱۹۴۷) بر اساس فیلم‌نامه‌ای از سیتون آی. میلر است. یونیورسال ابتدا جف چندلر را برای نقش جیم برنان و رابرت میدلتون را برای نقش آقای داریوس در نظر داشت، اما در نهایت ارول فلین انتخاب شد. این نخستین فیلم فلین در هالیوود پس از «بر ضد پرچم‌ها» (۱۹۵۲) بود. او برای این فیلم دستمزدی ثابت (حدود ۱۵۰ هزار پوند) گرفت که همگی صرف پرداخت بدهی‌هایش شد. بخشی از فیلم در استانبول فیلم‌برداری شد، اما بیشتر کار در هالیوود انجام گرفت. کورنل بورچرز پیش از پیوستن فلین به پروژه، به فیلم ملحق شده بود. این فیلم آخرین حضور پگی نادسن در سینما بود.

### شکایت حقوقی
شرکت «کیم اینک» که حقوق فیلمی به نام «استانبول» (۱۹۵۴) با بازی ویرجینیا بروس را داشت، از یونیورسال به دلیل استفاده از این نام شکایت و ۴۵۰ هزار دلار غرامت مطالبه کرد، اما دادگاه دعوا را رد کرد.

## موسیقی متن
«When I Fall in Love» (زمانی که عاشق می‌شوم) — ویکتور یانگ و ادوارد هیمن، اجرا: نت کینگ کول
«I Was a Little Too Lonely (and You Were a Little Too Late)» — جی لیوینگستون و ری اوانز، اجرا: نت کینگ کول
«Let's Love Again» — میلتون روزن و اورت کارتر
«Venita» — هنری مانچینی و فردریک هربرت
«Hi Ya Sailor» — میلتون روزن و اورت کارتر
«Slightly Sentimental» — میلتون روزن و اورت کارتر
ترانهٔ فیلم «فاکسفایر» (۱۹۵۵) — موسیقی از هنری مانچینی و ترانه از جف چندلر

## بازخورد

### نقد
بازلی کراوتر در نیویورک تایمز این فیلم را اثری متوسط دانست و نوشت: «هیچ چیز شاخصی در این تولید دیده نمی‌شود. رنگ خوب است و نماهای سینماسکوپی از شهر کنار شاخ طلایی زیباست.» لس‌آنجلس تایمز آن را «درام توطئه‌ای نسبتاً جالب» توصیف کرد. لئونارد مالتین تنها نقطهٔ قوت فیلم را اجرای ترانهٔ «When I Fall in Love» توسط نت کینگ کول دانست. مجلهٔ فیلمینک نیز فیلمنامهٔ آن را یادآور «کازابلانکا» دانست، با همان فضای شهری شرقی، قهرمان خاکستری که در باطن نیک است، عشق گمشده، دوست پیانیست سیاه‌پوست و رابطهٔ دوستانه با رئیس پلیس محلی، اما تأکید کرد که این شباهت‌ها فقط برتری آن فیلم را یادآور می‌شود.